# VV Eijsden
VV Eijsden is een Nederlandse amateurvoetbalclub uit Eijsden. De clubkleuren zijn rood en blauw.
De club werd opgericht op 12 juni 1935. Het eerste elftal van de club speelt in de Tweede klasse zondag (2021/22). VV Eijsden telt in het seizoen 2015/2016 690 leden (waarvan 335 jeugdleden) verdeeld over 7 seniorenteams (inclusief 1 damesteam en 1 veteranenteam) en 31 jeugdteams (waarvan 5 meidenteams). Deze 5 meidenteams en damesteam verzamelen zich onder de naam DVC'16 (Dames Voetbal Collectief 2016), een fusie van de vrouwenteams van SCG en VV Eijsden. VV Eijsden speelt zijn wedstrijden op Sportpark IR Mirland en heeft de beschikking over drie wedstrijdvelden waaronder een kunstgrasveld sinds 2011.

## Historie
ESV (Eijsdense Sport Vereniging) bestond al voor de Eerste Wereldoorlog. Rond het seizoen 1934/35 was ESV op sterven na dood, maar de in 1935 opgerichte H.I.V.EY. (Handels- en Industrie-Vereniging Eysden) nam het initiatief tot het oprichten van één voetbalclub voor Eijsden. Tijdens de oprichtingsvergadering heeft het bestuur besloten een nieuwe naam te hanteren: Voetbal Vereniging Eijsden (VVE). De eerste competitiewedstrijd van VV Eijsden werd met 3–2 gewonnen van het Maastrichtse Kimbria.
Het jeugdvoetbal in Eijsden is eind jaren 50 gestart met de oprichting van een A-jeugd elftal. Eind jaren 60 breidde men de jeugd uit met een B-jeugd elftal. Oprichters van het jeugdvoetbal waren Dhr. Kreemers en Dhr. Purnot. In de jaren zestig en zeventig gaven wijlen Wim Bonnemayer en Jo Debey een enorme stimulans aan het jeugdvoetbal, waardoor zij mede aan de basis staan van de huidige florerende jeugdafdeling.

## Zaalvoetbal
Vanaf het seizoen 2016/2017 werd er binnen VV Eijsden ook gestart met zaalvoetbal. Er werd in het debuutseizoen gestart met twee seniorenteams. Een 1e team (prestatief) en 2e team (recreatief) namen deel aan de KNVB-competitie. In het eerste seizoen werd er door het 1e team direct een prijs gewonnen, namelijk de districtsbeker. In de stadssporthal in Sittard werd ZVV Awt-Gelaen met 7-3 verslagen.
Vanaf het seizoen 2017/2018 kwam er een 3e team bij. Ook in dit seizoen was het 1e team succesvol: kampioenschap in de 2e klasse.
Het seizoen 2018/2019 was het meest succesvolste seizoen tot dusver in de historie van het zaalvoetbal van VV Eijsden. Het 1e team werd kampioen in de 1e klasse (en dus promotie naar de hoofdklasse). Daarnaast werd voor de tweede keer de districtsbeker gewonnen.
Vanaf het seizoen 2019/2020 telt VV Eijsden vijf zaalvoetbalteams. Het eerste team komt uit in de hoofdklasse, team 2 t/m team 5 verspreid over de 3e t/m 5e klasse.

## Rivaliteit
Er heerst een grote sportieve rivaliteit tussen VV Eijsden en SVME (Sport Vereniging Mariadorp-Eijsden). Deze twee clubs liggen op nog geen honderd meter van elkaar. Ieder jaar spelen VV Eijsden en SVME een vriendschappelijke wedstrijd tegen elkaar.

## Erelijst
Districtsbeker Zuid II
Winnaar in 1999 en 2003
Kampioenschappen
2012 promotie naar 2e klasse
1998 promotie naar Hoofdklasse
1991 promotie naar 1e klasse
1983 promotie naar 2e klasse
1974 promotie naar 1e klasse
1969 promotie naar 1e klasse
1968 promotie naar 2e klasse

## Competitieresultaten 1941–2018
| 4 4A |

| 1 4A |

| 1 3A |

| 1 3A |

|  |

| 1 3A |

| 11 3A |

| 11 3A |

| 7 4A |

| 4 4A |

| 5 4A |

| 5 4A |

| 5 4A |

| 7 4A |

| 4 4A |

| 5 4A |

| 1 4A |

| 5 3A |

| 10 3A |

| 11 3A |

| 9 3A |

| 4 3A |

| 3 3A |

| 2 3A |

| 1 3A |

| 9 2A |

| 8 2A |

| 10 2A |

| 1 2A |

| 11 1F |

| 10 2A |

| 5 2A |

| 8 2A |

| 3 2A |

| 9 1F |

| 10 1F |

| 10 1F |

| 7 1F |

| 11 1F |

| 7 2A |

| 4 2A |

| 11 2A |

| 1 3A |

| 5 2A |

| 9 2A |

| 4 2A |

| 4 2A |

| 10 2A |

| 6 2A |

| 2 2A |

| 1 2A |

| 5 1F |

| 5 1F |

| 6 1F |

| 2 1F |

| 1 1F |

| 1 1D |

| 13 A |

| 4 1D |

| 3 1D |

| 4 1D |

| 5 1D |

| 10 1D |

| 8 1D |

| 11 1D |

| 3 2G |

| 6 2G |

| 3 2G |

| 4 2G |

| 12 2G |

| 6 3A |

| 1 3A |

| 7 2G |

| 6 2G |

| 6 2G |

| 3 2G |

| 8 2G |

| 8 2G |

| - 2G |

| Hoofdklasse | Eerste klasse | Tweede klasse | Derde klasse | Vierde klasse |

In elke staaf van de grafiek staat van boven naar beneden vermeld: 
- Eindnotering

Dit is de positie die de club heeft bereikt in de competitie, zonder eventuele beslissings-, play-off- of nacompetitiewedstrijden die nodig zijn geweest om bijvoorbeeld de kampioen van de competitie te bepalen.
Indien een * achter het getal staat is de notering een tussenstand en kan het zijn dat de notering niet overeenkomt met de uiteindelijke eindstand van de competitie.
Staat er een - dan is het seizoen nog bezig en is er geen definitieve uitslag bekend.
Staat er xx op de positie van de notering, dan heeft de club vroegtijdig de competitie verlaten. Dit kan onder andere komen door terugtrekking van het team, faillissement van de club of door een uitgedeelde straf van de KNVB. In veel gevallen staat elders in het artikel de reden vermeld.
Staat er een ? dan is het resultaat uit het verleden onbekend, en is alleen de competitie of het niveau bekend van dat seizoen.
In de seizoenen 2019/20 en 2020/21 werd wegens de coronacrisis het amateurvoetbal afgebroken. Daardoor kennen deze staven geen eindklassering (middels -- weergegeven).
- Competitieniveau en afdelingsletter of Officiële eindstand Eredivisie
  - Competitieniveau en afdelingsletter

Hierbij geeft het getal het niveau weer, dat ook terug te vinden is in de legenda. De letter is de afdelingsaanduiding en wordt gebruikt wanneer er meer afdelingen zijn op hetzelfde niveau. De afdelingsletter is altijd een hoofdletter en wordt meestal zonder nummer gebruikt.
Voorbeeld: 2F is niveau 2e klasse competitie F.
Het competitieniveau en nummer wordt niet vermeld wanneer er slechts één competitie van dit niveau was.
  - Officiële eindstand Eredivisie (getal staat tussen haakjes vermeld)

Sinds de introductie van play-offwedstrijden voor Europees voetbal na afloop van de reguliere competitie in 2005/06, is de KNVB verplicht een eindstand van de Eredivisie door te geven aan de UEFA aan de hand van deze play-offwedstrijden.
Bij deze eindstand staan clubs die zich hebben gekwalificeerd voor Europees voetbal hoger dan clubs die zich niet wisten te kwalificeren. Indien er geen verschil was tussen de eindnotering en de officiële eindstand, staat dit getal niet vermeld.

- Onderafdeling

Hier staat afgekort de naam van de onderafdeling indien de club in dat jaar in een onderafdeling uitkwam. Tevens staat deze afkorting in de legenda en wordt gelinkt naar het artikel over deze onderafdeling. Deze afkorting wordt alleen vermeld wanneer de club in het verleden in verschillende onderafdelingen heeft gespeeld. Deze vermelding is in de staaf altijd in kleine letters. Deze onderafdelingen zijn na het seizoen 1995/96 afgeschaft. Heeft de club in slechts één onderafdeling gespeeld, dan is dit alleen terug te vinden in de legenda.
Onder de staaf staat het jaartal vermeld waarin het seizoen is afgesloten. 15 verwijst naar het seizoen 2014/15 of eventueel het seizoen 1914/15.
Wanneer een staaf leeg is, zijn deze gegevens niet bekend. Het kan ook zijn dat de club dat seizoen niet heeft meegespeeld op het hogere amateurniveau, vroegtijdig de competitie heeft verlaten of uit de competitie is gezet.

In het seizoen 1944/45 was er wegens de Tweede Wereldoorlog geen regulier competitievoetbal.